# Раденська сільська рада
Ра́денська сільська́ ра́да — адміністративно-територіальна одиниця та орган місцевого самоврядування в Олешківському районі Херсонської області. Адміністративний центр — село Раденськ.

## Загальні відомості
- Територія ради: 206,987 км²
- Населення ради: 4 605 осіб (станом на 2001 рік)
- Офіційний сайт Раденської сільської ради http://26347712.wix.com/radensk

## Населені пункти
Сільській раді підпорядковані населені пункти:
- с. Раденськ
- с. Челбурда

## Склад ради
Рада складається з 20 депутатів та голови.
- Голова ради: Кравченко Олена Вікторівна
- Секретар ради: Пономаренко Андрій Іванович

### Керівний склад попередніх скликань
| Прізвище, ім'я, по батькові | Основні відомості                                                 | Дата обрання | Дата звільнення |
| --------------------------- | ----------------------------------------------------------------- | ------------ | --------------- |
| Василенко Петро Федорович   | Сільський голова, 1943 року народження, освіта вища, безпартійний | 26.03.2006   | 31.10.2010      |
| Василенко Петро Федорович   | Сільський голова, 1943 року народження, освіта вища, безпартійний | 31.10.2010   | 05.05.2014      |
| Кравченко Олена Вікторівна  | Сільський голова, 1972 року народження, освіта вища, безпартійний | 05.11.2015   |                 |

Примітка: таблиця складена за даними сайту Верховної Ради України

### Депутати
За результатами місцевих виборів 2015 року депутатами ради стали:

#### За суб'єктами висування
| Суб'єкт висування | Кількість обраних депутатів | %    |
| ----------------- | --------------------------- | ---- |
| Самовисування     | 21                          | 95,5 |
| Блок Тимошенко    | 1                           | 4,5  |

#### За округами
| № округу | Прізвище, ім'я, по батькові         | Дата визнання обраним | Освіта | Партійна приналежність | Відомості про обраного депутата |
| -------- | ----------------------------------- | --------------------- | ------ | ---------------------- | ------------------------------- |
|          |                                     |                       |        |                        |                                 |
| 1        | Частило Павло Іванович              | align="center"        |        |                        |                                 |
| 2        | Пономаренко Володимир Іванович      | align="center"        |        |                        |                                 |
| 3        | Страхов Олександр Володимирович     | align="center"        |        |                        |                                 |
| 4        | Калініченко Костянтин Олександрович | align="center"        |        |                        |                                 |
| 5        | Василенко Євген Володимирович       | align="center"        |        |                        |                                 |
| 6        | Акашева Галина Василівна            | align="center"        |        |                        |                                 |
| 7        | Волкернюк Ніна Олексіївна           | align="center"        |        |                        |                                 |
| 8        | Кулик Віталій Іванович              | align="center"        |        |                        |                                 |
| 9        | Куксова Ірина Михайлівна            | align="center"        |        |                        |                                 |
| 10       | Концева Наталія Володимирівна       | align="center"        |        |                        |                                 |
| 11       | Радомський Сергій Степанович        | align="center"        |        |                        |                                 |
| 12       | Горбань Сергій Васильович           | align="center"        |        |                        |                                 |
| 13       | Доценко Людмила Вікторівна          | align="center"        |        |                        |                                 |
| 14       | Лавріненко Тетяна Олександрівна     | align="center"        |        |                        |                                 |
| 15       | Пономаренко Андрій Іванович         | align="center"        | Вища   |                        |                                 |
| 16       | Нечай Тетяна Миколаївна             | align="center"        |        |                        |                                 |
| 17       | Концева Інна Курбанівна             | align="center"        |        |                        |                                 |
| 18       | Штепенко Віталій Анатолійович       | align="center"        |        |                        |                                 |
| 19       | Нечай Наталія Олегівна              | align="center"        |        |                        |                                 |
| 20       | Калініченко Володимир Іванович      | align="center"        |        |                        |                                 |
| 21       | Альохіна Лідія Дмитрівна            |                       |        |                        |                                 |
| 22       | Дудченко Віктор Васильович          |                       |        |                        |                                 |

## Бізнес-потенціал

### Традиційні види підприємництва
Вирощування помідорів, огірків, перцю, капусти, кавунів та інших овочів та фруктів.

## Населення
Згідно з переписом УРСР 1989 року чисельність наявного населення сільської ради становила 4127 осіб, з яких 1905 чоловіків та 2222 жінки.
За переписом населення України 2001 року в сільській раді мешкали 4583 особи.

### Мова
Розподіл населення за рідною мовою за даними перепису 2001 року:
| Мова       | Відсоток |
| ---------- | -------- |
| українська | 93,09 %  |
| російська  | 6,75 %   |
| циганська  | 0,11 %   |